# Ле Тетю, Жеральд
Жера́льд Ле Тетю́ (фр. Gérald Le Têtu) или Тетю́ (Testu; XVI век) — французский пират и контрабандист, действовавший в 1560—1570-х годах.

## Биография
Информация о Жеральде Ле Тетю крайне скудна. По всей видимости, он был сыном или племянником мореплавателя, картографа и пирата Гийома Ле Тетю. Действовал в 1560—1570-х годах на Канарских островах и в Центральной Америке, занимаясь пиратством и контрабандой. По вероисповеданию предположительно был гугенотом. Среди его успешных предприятий упоминается захват корабля одного из подчинённых Педро Менендеса де Авилеса в 1565 году.
Во второй раз упоминается в 1571 году, когда на борту корабля Comtesse водоизмещением 160 тонн прибыл в порт Гавра с богатой добычей, полученной в результате его экспедиции на Антильские острова. Ле Тетю привёз захваченный у испанцев 40-пушечный корабль водоизмещением 45 тонн, «6000 перуанских кож», 30—40 турских ливров золота, 3 бронзовые пушки и железо. Всё это было распродано в течение нескольких месяцев, однако испанскому посланнику удалось найти и вернуть бо́льшую часть похищенного, за исключением золота. Ле Тетю был обвинён в пиратстве, однако представил в своё оправдание фальшивые документы о том, что вся эта собственность была им якобы законно приобретена у испанцев. Дальнейшая судьба неизвестна.